# Кучава
Куча́ва — село в Україні, у Закарпатській області, Мукачівському районі.
Колишня назва — Німецька Кучава.
В північно-західній частині Кучави в 1935 році брати Затлукали засвідчили розорані кургани. Тут було знайдено два бронзових казани доби пізньої бронзи — раннього заліза[джерело?].
Відоме з 14 століття, у 1758 році тут поселилися перші німці[джерело?].
Старий римо-католицький храм, очевидно, другої пол. XIX ст. Стіни з вальків (саману), двосхилий дах з невеликим бароковим завершенням дерев'яний, вкритий шинглами. Цікавий як культова споруда німців Закарпаття. Розібраний між 1932 і 1935 рр., коли в селі збудували муровану церкву. Дерев'яну дзвіницю неподалік розібрали наприкінці 40-х рр[джерело?].

## Населення
Згідно з переписом УРСР 1989 року чисельність наявного населення села становила 912 осіб, з яких 441 чоловік та 471 жінка.
За переписом населення України 2001 року в селі мешкали 292 особи.

### Мова
Розподіл населення за рідною мовою за даними перепису 2001 року:
| Мова       | Відсоток |
| ---------- | -------- |
| українська | 79,18 %  |
| німецька   | 16,72 %  |
| російська  | 3,75 %   |
| угорська   | 0,34 %   |

## Туристичні місця
- в північно-західній частині Кучави в 1935 році брати Затлукали засвідчили розорані кургани. Тут було знайдено два бронзових казани доби пізньої бронзи — раннього заліза
- римо-католицький храм, другої пол. XIX ст.